# کنیچی ابینا
کنیچی ابینا (انگلیسی: Kenichi Ebina (ژاپنی:蛯名 健一)؛ زادهٔ ۲۵ مهٔ ۱۹۷۴ ‏(۵۰ سال) یک هنرمند رقص و هنرپیشه اهل ژاپن است. ابینا رقص های مختلف در سبک های جاز، هیپ هاپ، رقص محلی و رقص آمیخته با هنرهای رزمی انجام می دهد. وی برنده فصل هشتم مسابقه آمریکا استعداد دارد می باشد. همچنین دوبار برنده برنامه Apollo Amateur Night بوده است
از فیلم‌ها یا برنامه‌های تلویزیونی که وی در آن نقش داشته‌است می‌توان به زاتوئیچی اشاره کرد.